# Mama ŠČ!
A Mama ŠČ! (magyarul: Anya, scs!) a horvát Let 3 együttes dala, mellyel Horvátországot képviselték a 2023-as Eurovíziós Dalfesztiválon Liverpoolban. A dal 2023. február 11-én, a horvát nemzeti döntőben, a Dorában megszerzett győzelemmel érdemelte ki a dalversenyen való indulás jogát.

## Eurovíziós Dalfesztivál
2022. december 9-én a Hrvatska radiotelevizija bejelentette, hogy az együttes is résztvevője a Dora horvát eurovíziós nemzeti döntőnek. A dal 2023. január 12-én jelent meg, majd a február 11-i döntőben adták elő élőben. A horvát szakmai zsűri és a nézők szavazatai alapján megnyerték a nemzeti döntőt, így ők képviselhetik Horvátországot az Eurovíziós Dalfesztiválon.
A dalfesztivál előtt Varsóban, Tel-Avivban, Madridban és Londonban eurovíziós rendezvényeken népszerűsítették versenydalukat.
A dalt először a május 9-én megrendezett első elődöntőben fellépési sorrendben hetedikként adták elő, az Írországot képviselő Wild Youth We Are One című dala után és a Svájcot képviselő Remo Forrer Watergun című dala előtt. Az elődöntőből sikeresen továbbjutottak a május 13-i döntőbe, ahol fellépési sorrendben huszonötödikként lépnek fel, a Szlovéniát képviselő Joker Out Carpe Diem című dala után és az Egyesült Királyságot képviselő Mae Muller I Wrote a Song című dala előtt. Érdekesség, hogy Horvátország 2017 óta először kvalifikálta magát a döntőbe. A zsűri szavazáson a utolsó előtti, azaz huszonötödik helyen végeztek 11 ponttal, míg a nézői szavazáson a hetedik helyen végeztek 112 ponttal (Szlovéniától maximális pontot kaptak), így összesítésben 123 ponttal a verseny tizenharmadik helyezettjei lettek.
A következő horvát induló Baby Lasagna Rim Tim Tagi Dim című dala volt a 2024-es Eurovíziós Dalfesztiválon.

### Kapott pontok
Első elődöntő
| Szavazat | Össz | Szavazó országok | Szavazó országok | Szavazó országok | Szavazó országok | Szavazó országok | Szavazó országok | Szavazó országok | Szavazó országok | Szavazó országok | Szavazó országok | Szavazó országok | Szavazó országok | Szavazó országok | Szavazó országok | Szavazó országok | Szavazó országok | Szavazó országok | Szavazó országok    | Szavazó országok |
| Szavazat | Össz | Norvégia         | Málta            | Szerbia          | Lettország       | Portugália       | Írország         | Svájc            | Izrael           | Moldova          | Svédország       | Azerbajdzsán     | Csehország       | Hollandia        | Finnország       | Franciaország    | Németország      | Olaszország      | A Világ többi része |                  |
| -------- | ---- | ---------------- | ---------------- | ---------------- | ---------------- | ---------------- | ---------------- | ---------------- | ---------------- | ---------------- | ---------------- | ---------------- | ---------------- | ---------------- | ---------------- | ---------------- | ---------------- | ---------------- | ------------------- | ---------------- |
| Nézők    | 76   | 4                |                  | 12               | 7                |                  | 5                | 5                | 5                | 3                | 5                |                  | 4                | 2                | 6                |                  | 10               | 5                | 3                   |                  |

Döntő
| Zsűri | 11  |   |   |   |  |  |  |   |  |  |    |  |   |  |   | 3 |  |  |   |  |   | 8  |  |  |   |   |  |  |   |   |   |   |    |  |   |   |  |   |
| Nézők | 112 | 8 | 4 | 4 |  |  |  | 2 |  |  | 10 |  | 4 |  | 6 |   |  |  | 6 |  | 5 | 10 |  |  | 6 | 4 |  |  | 6 | 5 | 1 | 4 | 12 |  | 8 | 4 |  | 3 |

## Galéria

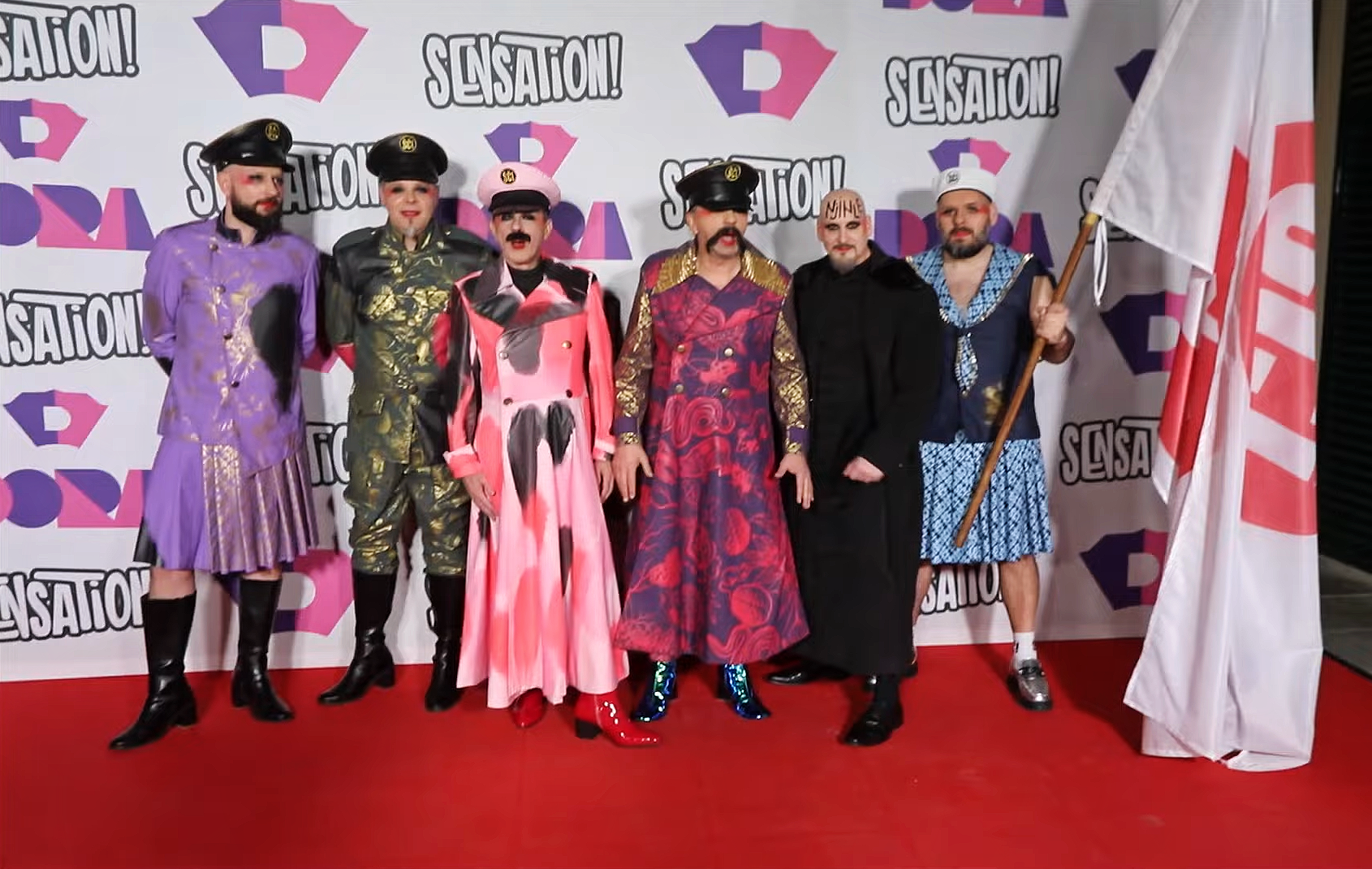
A horvát döntőben
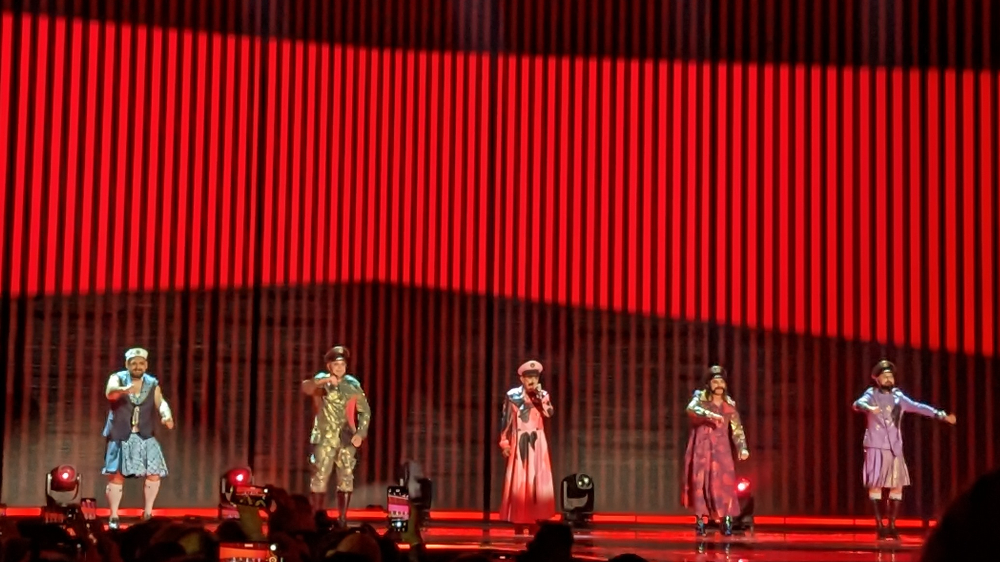
Az elődöntőben
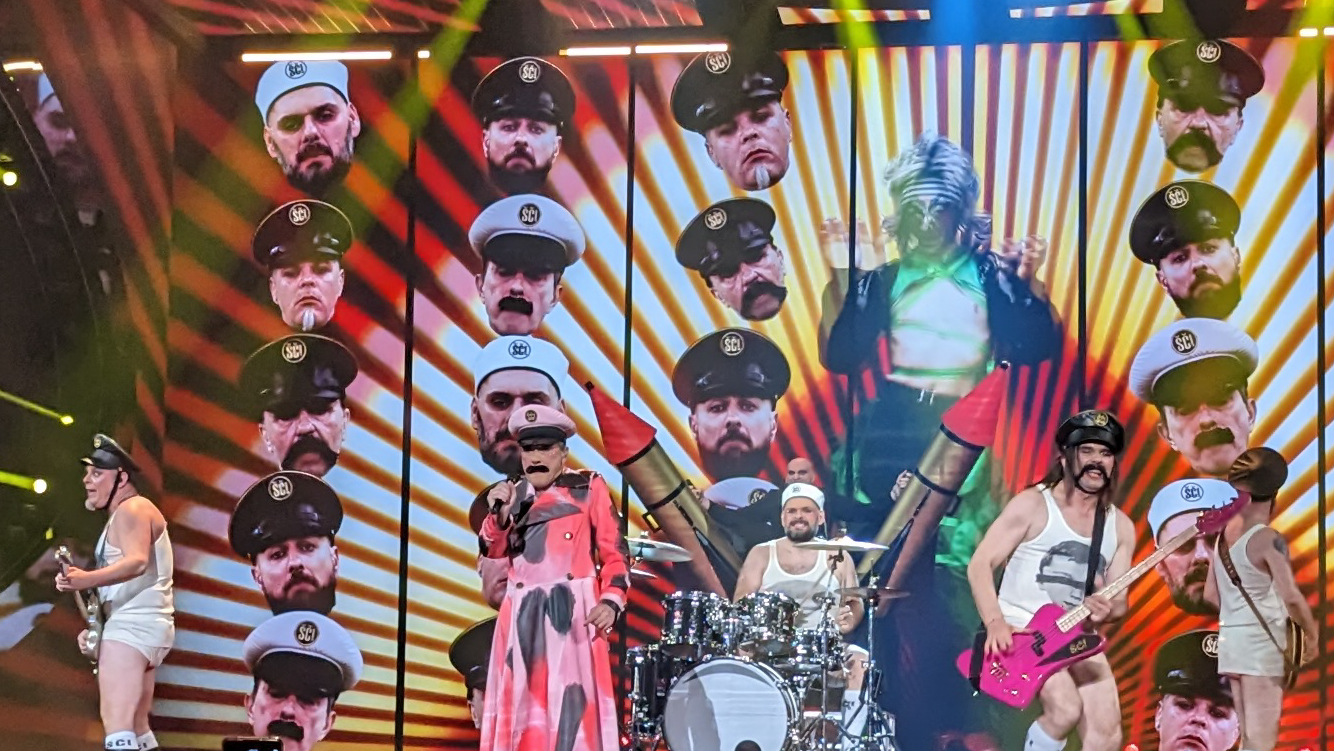
A döntőben

## Háttér
A Jutarnji listnek adott interjúben az együttes elmondta, hogy a dal címét „a világ legrégibb ábécéjének első betűje”, a ŠČ adta. A dal a formáció szerint egy háborúellenes dal, mely szerint miután bekövetkezett a teljes armageddon a Földön, egy rakéta fog leszállni, melyre a ŠČ betűk vannak felírva. Más interjúkban az együttes azt nyilatkozta, hogy a ŠČ az a hang, amit az emberek az orgazmus elérésekor mondanak, de szerintük lehet vércsoport, valamint a meditáció közben kiadott hang is. Emellett ez egy utalás az orosz ábécé scsa (Щ) betűjére is. 
További interjúkban, a zenekar azt közölte, hogy a dalt egy metaforaként kell értelmezni a mai Oroszországgal kapcsolatban. Az együttes hozzátette, hogy a dalban kigúnyolják a diktátorokat, mivel azok "gyerekesen" viselkednek. Különös hangsúlyt fektetnek Oroszország elnökére, Vlagyimir Putyinra, aki 2022-ben elindította a teljes inváziót Ukrajna ellen. A dalban sokszor emlegetik a traktort, melyet a zenekar a fehérorosz elnök, Aljakszandr Lukasenka hasonlataként használja, aki az invázióban segíti az agresszor Oroszországot. A dal mindkét vezetőt kritizálja, és "pszichopatáknak" nevezi őket.
A dal előadásában a Dorán az együttes tagjai sztereotipikus katonai egyenruhákban, a drag queen-ek öltözködési stílusával vegyítve jelentek meg. A zenekar elmondása szerint ezzel az orosz LMBTQ-ellenes szabályozásokat és törvényeket gúnyolják ki.